# Variante preocupante

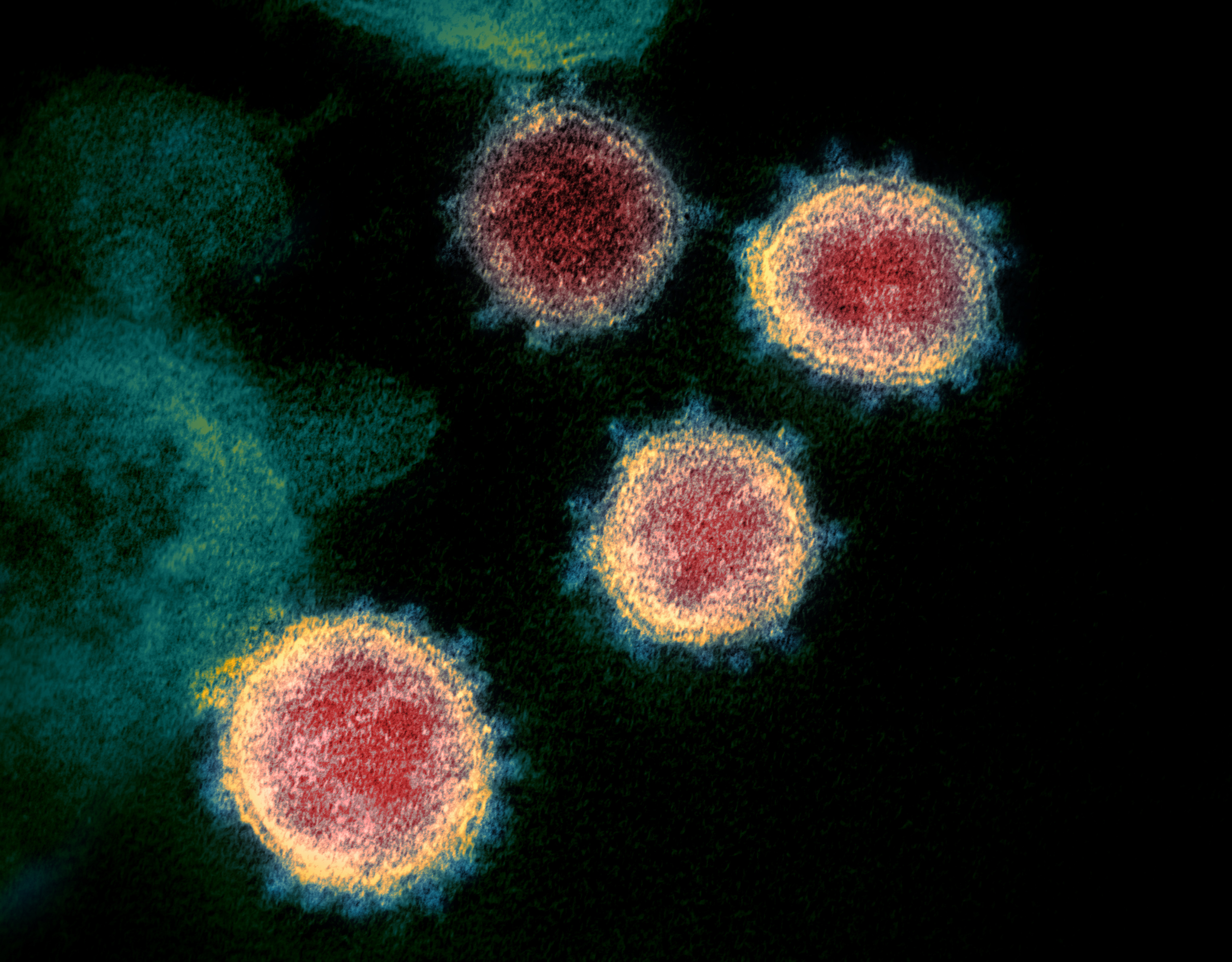
SARS-CoV-2, el virus que causa el COVID-19

Variante preocupante (o VOC, por sus siglas en inglés) para el SARS-CoV-2 (que causa el COVID-19) es una categoría utilizada para las variantes del virus donde las mutaciones en su receptor RBD (Receptor Binding Domain) de la proteína de la espícula aumentan sustancialmente la afinidad de unión en el complejo RBD-hACE2, y que se relacionan con una rápida propagación de los contagios entre humanos.
Antes de esto, una variante emergente puede haber sido etiquetada como "variante de interés". Durante o después de una evaluación más completa como una "variante de interés", la variante generalmente se asigna a un linaje en el sistema de nomenclatura PANGOLIN y a clados en los sistemas Nextstrain y GISAID.
Durante la pandemia de COVID-19, se ha observado que el virus SARS-CoV-2 muta, con ciertas combinaciones de mutaciones puntuales específicas demostrando ser más preocupantes que otras. Esto se debió principalmente a razones de transmisibilidad y virulencia, y también con respecto a la posible aparición de mutaciones de escape.

## Criterios
Varias organizaciones de salud nacionales e internacionales (por ejemplo, los Centros para el Control y la Prevención de Enfermedades) utilizan algunos o todos los siguientes criterios para evaluar las variantes:
- Mayor transmisibilidad
- Mayor morbilidad
- Aumento de la mortalidad
- Mayor riesgo de COVID-19 persistente
- Capacidad para evadir la detección mediante pruebas de diagnóstico.
- Disminución de la susceptibilidad a los medicamentos antivirales (siempre y cuando dichos medicamentos estén disponibles)
- Disminución de la susceptibilidad a los anticuerpos neutralizantes, ya sea terapéuticos (p. ej., plasma convaleciente o anticuerpos monoclonales) o en experimentos de laboratorio
- Capacidad para evadir la inmunidad natural (p. ej., provocando reinfecciones)
- Capacidad de infectar a individuos vacunados
- Mayor riesgo de afecciones particulares, como el síndrome de respuesta inflamatoria sistémica o COVID de larga distancia.
- Mayor afinidad por grupos demográficos o clínicos particulares, como niños o personas inmunodeprimidas.

Las variantes que parecen cumplir con uno o más de estos criterios pueden etiquetarse como variantes de interés o variantes bajo investigación (VUI, por sus siglas en inglés) en espera de la verificación y validación de estas propiedades. Una vez validadas, las organizaciones de monitoreo, como los CDC, pueden pasar de VUI a VOC. Una categoría relacionada es "variante de alta consecuencia", utilizada por los CDC si hay evidencia clara de que la efectividad de las medidas de prevención o intervención para una variante en particular se reduce sustancialmente.

## Clasificaciones por país

### Organización Mundial de la Salud
La OMS mantiene una lista mundial de variantes preocupantes. El 26 de noviembre de 2021, la OMS agregó una quinta variante preocupante, la omicron, anteriormente conocida como B.1.1.529. Omicron se une a las variantes alfa, beta, gamma y delta.

### África
El NICD en Sudáfrica mantiene una lista de variantes e instalaciones de prueba localmente en colaboración con KRISP.

### Europa
A fines de noviembre de 2021, el Centro Europeo para la Prevención y el Control de Enfermedades había declarado cuatro variantes como "variantes preocupantes": beta, gamma, delta y B.1.1.529 (llamadas "omicron" después de que se actualizó la referencia); Mu, Lambda y AY.4.2 se nombraron Variantes de interés (VOI), mientras que había 9 Variantes bajo supervisión. 25 variantes se describieron como "desescaladas".

### Reino Unido
A fines de noviembre de 2021, el Reino Unido tiene quince variantes en su lista de vigilancia, 4 con estado VOC y 11 calificadas como VUI. Los designados como VOC fueron alfa, beta, gamma y delta. A principios de diciembre de 2021, se agregó omicron a los VOC. Entre las Variantes bajo investigación se encuentra VUI-21OCT-01/ AY 4.2.

### Norteamérica
Canadá (a través de health-infobase.canada.ca) y Estados Unidos (a través de CDC) también mantienen listas de variantes preocupantes. A principios de diciembre, Canadá estaba monitoreando cinco variantes preocupantes: alfa, beta, gamma, delta y omicron, mientras que Estados Unidos estaba monitoreando dos: delta y omicron.